# Diaphorus obscurus
Diaphorus obscurus är en tvåvingeart som beskrevs av Octave Parent 1933. Diaphorus obscurus ingår i släktet Diaphorus och familjen styltflugor. Inga underarter finns listade i Catalogue of Life.